# Duby Okeke
Chukwudubem Okeke, nació en (Georgia (Estados Unidos), el 25 de noviembre de 1994), es un baloncestista estadounidense con pasaporte nigeriano que juega en la posición de pívot en las filas del Saski Baskonia B de la Liga LEB Plata.

## Trayectoria profesional
Se formó baloncestísticamente en los Winthrop Eagles, donde jugó durante tres temporadas (2014-2017) y una temporada en los Nebraska Cornhuskers (2017-2018), ambos equipos de la NCAA en los que destacó, además de por su capacidad atléticas, por sus buenos promedios anotadores.
En agosto de 2018, llega a España, en concreto a la Liga LEB Plata, firmando un contrato en su primera aventura fuera de su país de origen en el Basket Navarra por una temporada. Un mes después, el club navarro rescinde el contrato del jugador por no superar el período de adaptación. En octubre de 2018, llega a prueba al Club Ourense Baloncesto para jugar en Liga LEB Oro.
En la temporada 2019-20, forma parte de la plantilla del Hestia Menorca de la Liga LEB Plata, en el que registra una media de 7,6 puntos y 2 tapones por encuentro.
En julio de 2020, se hace oficial su contratación con el Real Murcia Baloncesto de la Liga LEB Oro.
En agosto de 2021, firma por los Leones de Santo Domingo de la Liga Nacional de Baloncesto de República Dominicana.
En la temporada 2022-23, regresa a España para jugar en el Saski Baskonia B de la Liga LEB Plata.

## Clubs
- Basket Navarra. Liga LEB Plata (2018)
- Club Ourense Baloncesto. Liga LEB Oro (2018-2019)
- Hestia Menorca. Liga LEB Plata (2019-2020)
- Real Murcia Baloncesto. Liga LEB Oro (2020-2021)
- Leones de Santo Domingo (2021)
- Zonkeys de Tijuana (2022)
- Saski Baskonia B (2022-2023)
- Hoops Club (2023-2024)
- Zonkeys de Tijuana (2024)